# 諸葛四郎 (漫畫角色)
諸葛四郎為臺灣漫畫家葉宏甲所發表的《諸葛四郎》系列漫畫作品主角。

## 角色來源
諸葛四郎名字的來源為作者葉宏甲引用歷史人物諸葛亮和楊四郎的組合。，而當時的立意為要讓此角色能展現諸葛亮的「忠」與楊四郎的「孝」之雙全表現。
葉宏甲曾提及，諸葛四郎的外型為自身在鏡子裡的模樣給修改、再理想化後的模樣。

## 作品的描述
諸葛四郎為虛構國家「衛國」裡的一名劍士，任職於該朝廷的將軍，在作品中定位為掃除各種惡人賊黨的角色。外觀上頭頂綁著兩個圓形的髮髻為其最大特徵。初期身著長袖的袍衣，於《大戰雙騎士》中改成較輕便的短袖上衣、手臂前臂纏繞白布帶的外型。
個性上擁有智勇兼具、忠孝雙全的性格，在劇情中多次表現各種機智、沉穩深思的場面。如在《大戰魔鬼黨》中，藉著對手行為上的破綻、進而拆穿出對方賊酋假面具下的真正身份。而於《決戰黑蛇團》裡的攻城戰中展露出擅於各種攻防戰略的一面，另在《大鬥雙假面》也出現著不少陷入敵方陣營、急中生智的情節。
葉宏甲有隨著不同的故事發展讓四郎奪得利器「青雲劍（遇火而削鐵如泥）」、寶馬「飛雲」等各種提昇武力的物品，之後《大戰龍虎十劍士》中則讓他習得武林絕學「龍風掌」；但此設定打亂了往後作品人物的強弱平衡表現，而讓葉宏甲在《蛇谷風雲》中作了取消了四郎身上絕技的更動。
四郎在作品最好朋友為他的義弟真平；而後續相識的樵夫之子「林小弟」林少青、異性友人沈少玉，以及四郎的妹妹諸葛玉真，都是在往後的作品中與四郎一同奮戰的夥伴。另四郎所處的衛國旁的「桂國」與「梁國」皆有四郎的盟友。

## 真人演出
最早《諸葛四郎》系列改編的真人演出的作品1962年電影《雙雄大鬥雙假面》裡，諸葛四郎是由唐菁飾演。之後1978年電影版《諸葛四郎大鬥雙假面》中則改由女星上官靈鳳反串演出，而1985年電視版《四郎與真平》則是衛子雲擔當，而先前衛子雲曾在電影《諸葛四郎大鬥雙假面》中扮演真平。

## 影響評價
在葉宏甲中風時期，當時主治葉宏甲的醫生曾向葉宏甲表示，他小時候便是諸葛四郎的漫畫迷、並曾一度因學業一事感到灰心，之後則是想到諸葛四郎在作品裡的勇氣表現而重新激起「不放棄」念頭。
諸葛四郎曾被歌手羅大佑引用在1981年歌曲《童年》，也被歌手陶大偉引用在1985年歌曲《諸葛四郎》。洪德麟等漫畫研究者則將諸葛四郎定位為台灣漫畫史上第一個漫畫英雄偶像。